# Yuan Zhen

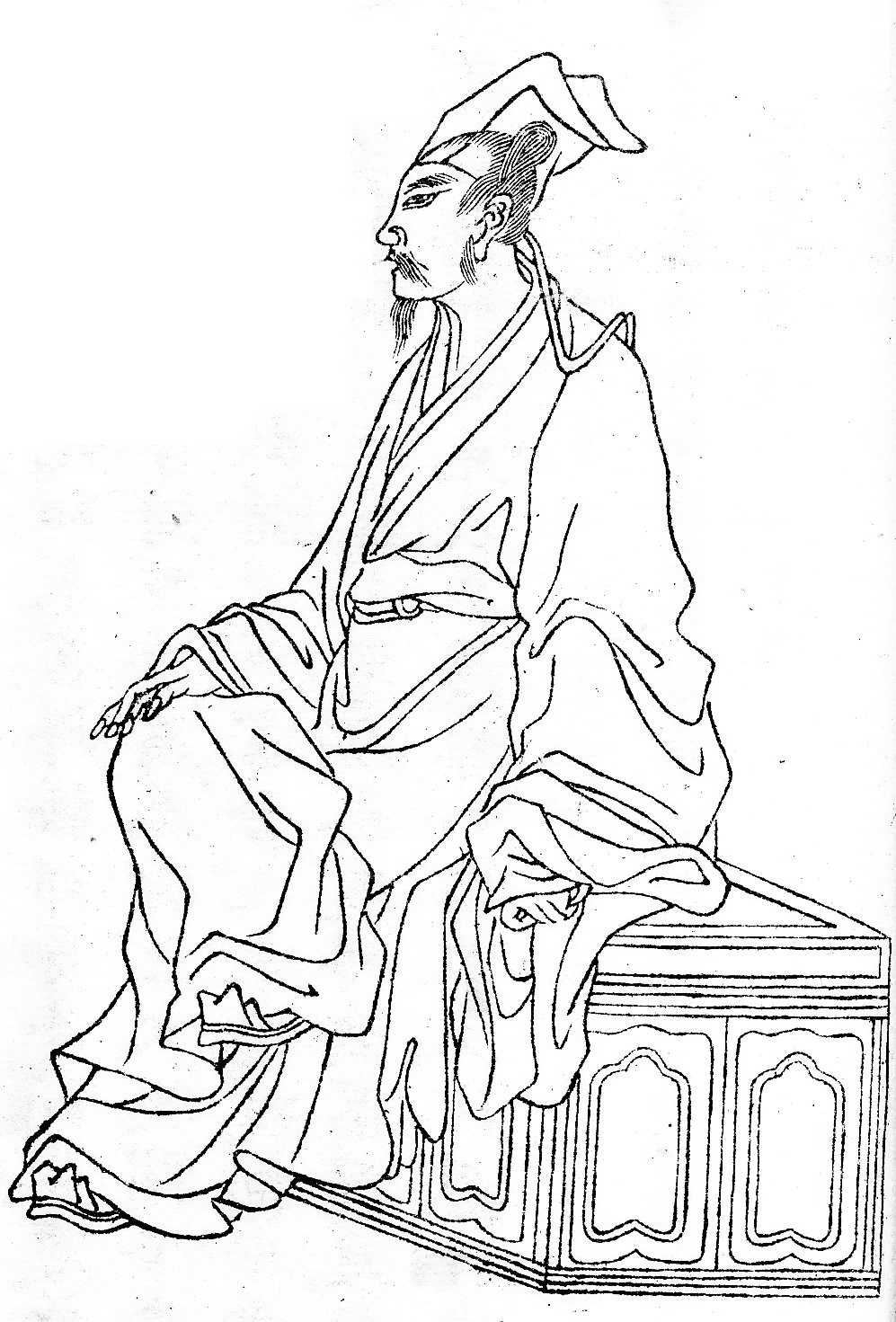
Yuan Zhen

Yuan Zhen (Chinees: 元稹; pinyin: Yüan Chen; 779 – 832), omgangsnaam Weizhi (Chinees: 微之), was een Chinese dichter en politicus ongeveer halverwege de Tang-periode. 

## Leven
Yuan Zhen werd in 779 A.D. geboren rond de tijd dat keizer Dezong (742-805) de troon besteeg. Zelf was hij een afstammeling van de noordelijke keizerlijke Wei-familie (een eerdere keizerlijke dynastie). Zijn vader verloor hij toen hij zeven jaar was. Hij onderging een speciaal keizerlijk examen onder keizer Tang Xianzong over strategisch denken. Toen de lijst van de examinandi werd bekendgemaakt, was hij de eerste in een groep met mensen als Bai Juyi, Dugu Yu, Xiao Mian en Shen Chuansi. Politiek bekleedde hij tijdens de regering van keizer Tang Muzong een hoge positie (kanselier). Hij raakte bevriend met Bai Juyi. Met hem sloot hij de "groene berg overeenkomst". Die hield in dat zij zich zouden terugtrekken uit het maatschappelijke leven, zodra ze genoeg vermogen hadden om zich dat te veroorloven. Zijn vroegtijdige dood in 832 verhinderde deze stap.

## Werk
Op zijn 15e begon hij met schrijven. Naast Wang Wei en Du Fu, uit vorige generaties, was hij met zijn vriend Bai Juyi en Xue Tao een grote schrijversnaam in deze periode.

### Proza
In proza is Yuan Zhen vooral bekend van zijn Verhaal van Yingying (Yingying zhuan, 鶯鶯傳).

### Poëzie
In de poëzie zijn verschillende gedichten opgenomen in Chinese anthologieën, wordt hij herinnerd om zijn exotische verzen en door deel uit te maken van de groep van "nieuwe yuefu-poëten", die poëzie vaak als middel van expressie en protest gebruikten, maar zo subtiel dat directe kritiek en repercussies werden vermeden. In 813 maakte hij een grafschrift voor de in 770 overleden dichter Du Fu. In de poëtische kring waarin hij verkeerde was ook Bai Juyi.

## Gedicht
De Keizerlijke Villa
- Verwaarloosd ligt de oude villa
- De bloemen bloeien er verlaten rood
- Daar leeft een dienares met witte haren
- Die nog vertellen kan van Keizer Tang Xuanzong [1]